# Кладбище военнопленных в Тухоле
Кладбище военнопленных в Тухоле (пол. Tuchola) — расположено на южной окраине города Тухоля, в Куявско-Поморском воеводстве, в Польше. 53°34′26″ с. ш. 17°52′37″ в. д.

## История образования
Образовалось при лагере военнопленных в Тухоле, созданном ещё Германской империей с началом Первой мировой войны (1914 год).
Согласно информационной табличке на польском языке, в братские могилы этого периода захоронили 1289 военнопленных различных национальностей (русских, украинских, польских и др.) из Русской императорской армии (в 1914-1919 гг.) и 2471 военнопленного из румынской армии (в 1916-1917 гг).
Возникшая в 1918 году Польская республика также использовала лагерь для содержания военнопленных в период польско-советской войны.
Поэтому здесь в 1919 — не позднее 1921 гг., осуществлялись захоронения умерших в лагере военнопленных из РККА.
Согласно той же информационной табличке, на кладбище похоронены 1370 красноармейцев в 52 братских могилах (в 1920-1921 гг.), и, согласно второй информационной табличке, также на польском языке, — ещё 560 красноармейцев в 50 братских могилах (в 1921-1922 гг.).
Вместе с тем существуют документы, указывающие на то, что общее количество захороненных красноармейцев может превышать 22 000 человек.
Кроме того, имеются как индивидуальные, так и общие захоронения представителей союзных Польской республике сил — белогвардейских и украинских формирований, которые были интернированы в Тухолю в 1920 году.

## Состояние столетие спустя
Мэрия города Тухоля осуществляет минимальный уход за кладбищем. Имеются обелиск умершим от болезней русским и румынским военнопленным с надписью на немецком языке, анонимные надгробия на польском с указанием национальности (например, «русский») или с указанием принадлежности к определённым воинским формированиям (например, «балаховцы»).

## См.также
- Военнопленные советско-польской войны
- Воинское кладбище в Пикулице
- Кладбище военнопленных и интернированных под Стшалковом
- Воинское кладбище в Щипёрно
- Кладбище при лагере Домбе
- Воинское кладбище в Вадовицах